# Gyorstollaslabda
A gyorstollaslabda (angolul: crossminton korábban speed badminton, speedminton) a tollaslabda háló nélküli változata, olyan sport, mely más ütős sportok, például a tenisz, tollaslabda, illetve a fallabda elemeit kombinálja. A sportot ma már világszerte játsszák. Mivel nincsen háló és speciális pályaigénye sem, ezért teniszpályán, utcán vagy akár tengerparton is lehet játszani. Világszerte rendeznek versenyeket az egyre növekvő számú klubok. Több országban nemzeti szövetségek is alakulnak a sportág népszerűsítésére és fejlesztésére. 2011. augusztus 25-én Berlinben megalakult a Nemzetközi Gyorstollaslabda Szövetség (eredetileg ISBO, International Speed Badminton Organization, ma ICO, International Crossminton Organisation).

## Története
A speedminton a speed (sebesség) és a badminton (tollaslabda) szavak összetételéből alakult. A speedmintont 2001-ben találta fel a fallabda és a tollaslabda elegyítéséből egy német volt tengerésztiszt, Bill Brandes. Célja egy olyan tollaslabdasport létrehozása volt, amelyet a szabadban is lehet játszani, anélkül, hogy a könnyű labdát elfújná a szél. A labdák elérhetik akár a 290 km/órás sebességet is.
A sportág 2016 óta használja a crossminton nevet, a Speedminton márkanévtől való megkülönböztetés miatt.

## Pálya és felszerelés

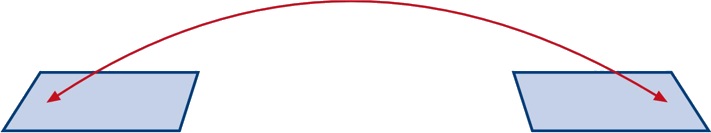
Crossminton pálya

A pálya két, egymástól 12,8 méterre (14 yardra) lévő, 5,5 x 5,5 méteres (6 × 6 yardos) négyzetből áll. Egy fél teniszpálya nagyságú területen lehet játszani, a pálya teljes mérete így 6 yard széles és 26 yard hosszú. A játékteret speciális szalagokkal jelölik ki.
Az ütő inkább a fallabdaütőre hasonlít, mint a tollaslabdaütőre, hossza 58 és 61 cm között van. A labdát speedernek hívják, kisebb, nehezebb, és messzebbre repül, mint a hagyományos tollaslabda, így a széllel szemben is ellenállóbb.

### Labda
Négy típusa van:
- Versenylabda: A versenyeken ezeket használják a felnőtt és U18 kategóriákban, ezek a leggyorsabb labdák (akár 290 km/h sebességre is képesek) és ezek repülnek a legmesszebb (akár 25 méterre).
- Szabadidőlabda: Ezek a labdák lassabbak, és kevésbé repülnek messzire, mint a versenylabdák. Versenyeken az U14 kategória játszik vele.
- Cross-speeder: Ez a labda kifejezetten szabad térre lett kifejlesztve, jobban ellenáll a szélnek, mint a hagyományos labdák.
- Éjszakai labda: Ezek a labdák éjszaka vagy sötétben használhatóak egy világító patron belehelyezésével. Ilyenkor a vonalak is fluoreszkálnak.

## Történet
A speciális labdát és a játék ötletét  Bill Brandes találta ki Berlinben. Később erre a labdára alapozva hozta létre a német Speedminton cég a játékot, melyet 2001-ben nevezett el gyorstollaslabdának (speed badminton). A sportág gyorsan fejlődik, 2003-ban már 6000 aktív játékosa volt Németországban, rendszeresen vannak versenyek egész Európában, és az utóbbi időben a többi kontinensen is.

## Játékszabályok
A játék célja, hogy eltalálják a labdával az ellenfél négyzetét. Ha a labda a négyzeten kívül ér földet, akkor az ellenfél szerez pontot. A négyzetekből bármikor kiléphetnek a játékosok játék közben.
A játékosok sorsolással döntik el, hogy melyikük kezdi az adogatást és választja ki a térfelet.

### Pontozás
A játékot 16 pontig játsszák, 15–15-ös állás esetén addig, amíg az egyik fél nem szerez két pont előnyt. Az ellenfél és a saját adogatásból is szerezhető pont. A szerva 3 pontonként cserélődik a játékosok között, 15–15 után pedig felváltva szerválnak a játékosok. Szerválni a pálya hátsó harmadából kell, úgy, hogy a labda a csípő vonala alatt legyen, amikor találkozik az ütő fejével. A szett végével a játékosok térfelet cserélnek, az előző szett vesztese kezdi az adogatást. A játék általában 2 nyert szettig tart.
Páros: A páros játékot ugyanazon a pályán játsszák, mint az egyénit. A párosok egy négyzetben állnak. A szerváló játékos áll a pálya hátsó felén, a fogadó pedig az első felén. A labdamenet közben nem cserélhet helyet a két játékos. A szerva folyamatosan cserélődik a négy játékos között 3 pontonként, az a játékos, aki megkapja az adogatást egyben helyet is cserél a partnerével. Szervacserénél mindig az addig fogadó játékos lesz az adogató.

## Világbajnokság
2011. augusztus 26-án és 27-én rendezték az első gyorstollaslabda-világbajnokságot Berlinben, a Steffi Graf Stadionban. A versenyen 29 ország több mint 380 játékosa vett részt 10 kategóriában. A döntőben a férfiaknál a svéd Per Hjalmarson nyert, míg a nőknél a német Janet Köhler.
A női páros 2013 óta része a világbajnokságnak, ezt első ízben a Bognár Krisztina – Darnyik Ágnes páros nyerte, akik 2017-ben ismét világbajnokok lettek, míg 2012-ben és 2014-ben Európa-bajnokságot is nyertek.
2019 júliusában az V. világbajnokság házigazdája Budapest volt, a versenyt a Tüskecsarnokban rendezték. 2024-ben a VII. Európa-bajnokságot Balatonbogláron rendezték.